# Hermann Kreß
Pour les articles homonymes, voir Kress et Kreß.
Le titre de cet article contient le caractère ß. Quand celui-ci n'est pas disponible ou n'est pas désiré, le nom de l'article peut être représenté comme Hermann Kress.
Hermann Kreß (23 juillet 1895 à Haßfurt — 11 août 1943 à Novorossiisk en Russie) est un Generalleutnant allemand dans la Wehrmacht pendant la Seconde Guerre mondiale.
Il a été récipiendaire de la Croix de chevalier de la Croix de fer. Cette décoration est attribuée en reconnaissance d'un acte d'une extrême bravoure ou d'un succès de commandement important du point de vue militaire.

## Biographie
Schmidt s'engage le 1er août 1913 dans l'armée bavaroise en tant que porte-drapeau dans le 7e régiment d'infanterie royal bavarois (de)
Hermann Kreß est tué au combat le 11 août 1943 près de Novorossiisk en Russie.

## Décorations
- Croix de fer (1914)
  - 2e Classe
  - 1re Classe
- Insigne des blessés (1914)
  - en Noir
- Croix d'honneur
- Agrafe de la Croix de fer (1939)
  - 2e Classe (20 octobre 1939)
  - 1re Classe (2 novembre 1939)
- Médaille du Front de l'Est
- Ordre de Michel le Brave 3e Classe (7 août 1943)
- Croix de chevalier de la Croix de fer
  - Croix de chevalier le 20 décembre 1941 en tant que Oberst et commandant du Gebirgsjäger-Regiment 99[1]